# Vuelo 372 de Dagestan Airlines
El vuelo 372 de Dagestan Airlines era un vuelo comercial programado entre el aeropuerto Vnukovo de Moscú y Majachkalá, Rusia. El 4 de diciembre de 2010, el Tupolev Tu-154 que operaba el vuelo se salió de la pista tras un aterrizaje de emergencia en el aeropuerto de Domodédovo, a 45 kilómetros al sureste de Vnukovo. Dos personas a bordo fallecieron.

## Accidente
El avión realizaba un vuelo programado desde el aeropuerto Vnukovo, en Moscú, hasta el aeropuerto Uytash en Majachkalá, República de Daguestán. Dos de los tres motores de la aeronave fallaron poco después del despegue a las 14:07 hora local (11:07 UTC); los pilotos informaron de la pérdida de los motores cuando la aeronave se encontraba a una altitud de aproximadamente 9100 metros (29 856 pies). Se solicitó un aterrizaje de emergencia en el aeropuerto de Domodédovo y, mientras la aeronave se encontraba en proceso de aterrizaje, el tercer motor también falló.
La aeronave se aproximó a la pista 32R desde la derecha, en un ángulo casi perpendicular, sobrevolando el umbral antes de virar a la derecha a unos 500 metros (1640 pies) a la izquierda de la pista y cruzarla, volando paralelo pero a la derecha de la misma. El avión tocó tierra 88 metros (289 pies) a la derecha del eje central de la pista y a solo 350 metros (1148 pies) del final, partiéndose en tres secciones al detenerse.

## Aeronave

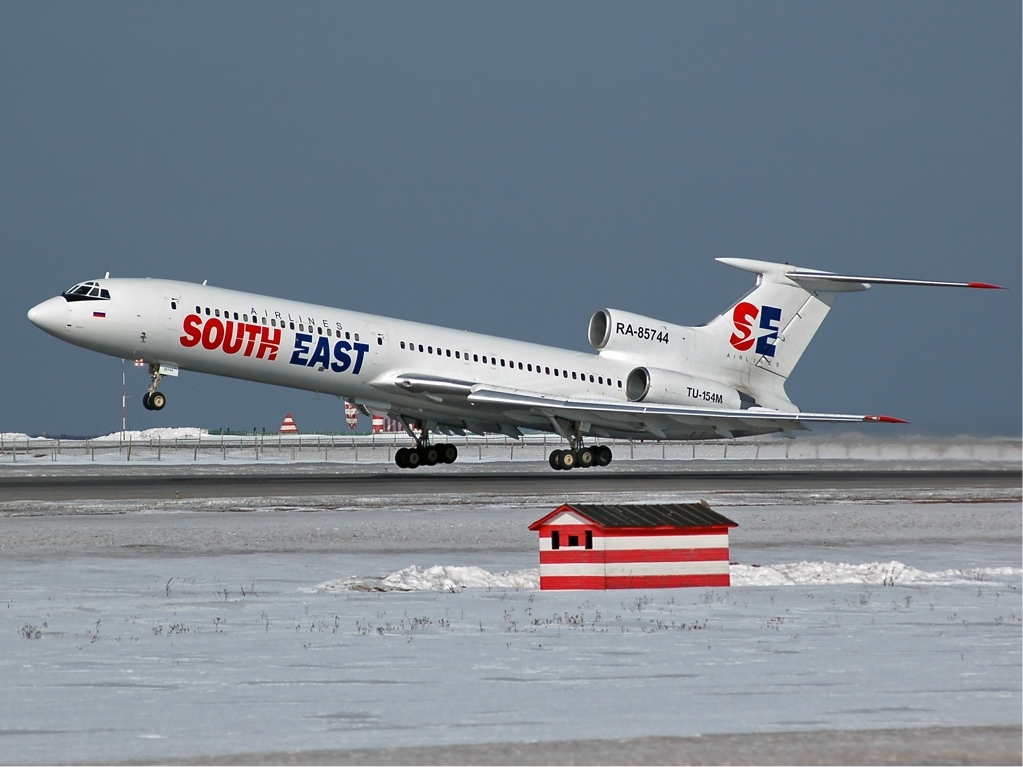
El Tupolev Tu-154 involucrado en el accidente, ya con la librea de South East Airlines.

La aeronave que operaba el vuelo era un Tupolev Tu-154M, un trimotor registrado como RA-85744, número de serie 92A-927. Construido en 1992, fue sometido a una revisión general en 2009 y adquirido por Dagestan Airlines en enero de 2010. En esa misma época, la aerolínea se reestructuró bajo el nombre South East Airlines, y el RA-85744 fue pintado con la nueva librea. Se informó que la aeronave cumplía con todas las normativas de seguridad europeas relevantes y, un mes antes del accidente, había sido utilizada para transportar a la selección nacional de fútbol de Bélgica, un vuelo que requería el cumplimiento de las regulaciones europeas.

## Víctimas
El aterrizaje de emergencia resultó en 2 fallecidos y 92 heridos, de los cuales 39 presentaban lesiones graves.
Una de las dos víctimas mortales fue el hermano de Magomedsalam Magomédov, entonces presidente de Daguestán. La otra víctima, la madre de un juez del Tribunal Constitucional de Rusia, fue inicialmente reportada por los medios de comunicación como fallecida a causa de un infarto,aunque el informe final concluyó que murió debido a lesiones causadas por el impacto.Además, a bordo del avión se transportaba un ataúd con el cuerpo de una mujer de 55 años, que en un principio fue erróneamente identificada como una tercera víctima mortal.
El número de personas a bordo de la aeronave no fue claro en un inicio; los primeros informes indicaron que había entre 163 y 172 ocupantes,pero posteriormente se estableció un número final de 168, de los cuales 8 eran miembros de la tripulación.

## Investigación
Tras el accidente, el Comité de Investigación de la Fiscalía de Rusia abrió un caso penal según el artículo 263 del Código Penal de Rusia: “Violación de las normas de seguridad del transporte aéreo que causó, por negligencia, la muerte de dos personas”.
Como causas preliminares se consideraron: errores de la tripulación, fallos técnicos del avión y combustible de mala calidad.
El Comité Interestatal de Aviación (MAK), encargado de la investigación técnica, publicó su informe final el 20 de septiembre de 2011:

El incidente aéreo del Tupolev Tu-154M RA-85744 ocurrió debido a las acciones erróneas de la tripulación durante el vuelo y el aterrizaje con un solo motor operativo. Esto provocó que, en condiciones meteorológicas instrumentales, la aeronave llegara a la pista en una posición inapropiada para el aterrizaje, tocara tierra en el campo de vuelo con un desplazamiento considerable hacia la derecha de la pista y terminara fuera de la misma, colisionando con un terreno elevado.
https://mak-iac.org/upload/iblock/7c8/report_ra-85744.pdf

El impacto con la elevación del terreno causó daños significativos en la aeronave, así como muertes y lesiones entre los ocupantes.

### Factores contribuyentes
El informe identificó una combinación de factores que llevaron al accidente:

1. Apagado involuntario de las bombas de transferencia del tanque de consumo por parte del ingeniero de vuelo durante el procedimiento manual de trasvase de combustible, lo que provocó oscilaciones en el flujo de combustible a los motores, pérdida de potencia, apagado de los motores externos y problemas en el sistema eléctrico durante 2 minutos y 23 segundos debido a la desconexión de los tres generadores.
2. No haber utilizado todas las posibilidades para restablecer el funcionamiento del equipo de a bordo después de reactivar el generador n.º 2 y conectarlo, así como el generador de la unidad de potencia auxiliar (APU), a la red eléctrica del avión.
3. Incumplimiento por parte de la tripulación de las recomendaciones del manual de vuelo (RLE) del Tu-154M, en particular:
  1. Sección 5.13: Vuelo con dos motores inoperativos.
  2. Sección 5.14: Aproximación y aterrizaje con dos motores inoperativos.

4. Falta de liderazgo del comandante de la aeronave y una deficiente distribución de responsabilidades entre la tripulación, sumado a las acciones independientes, no siempre correctas, de sus miembros. El comandante tenía una preparación insuficiente en gestión de recursos de tripulación (CRM).
5. Condiciones de viento complejas en altitud, que, junto con el equipo de a bordo funcional y las dificultades para volar con instrumentos de respaldo, contribuyeron a que la aeronave se desviara del curso de aterrizaje.
6. Preparación profesional insuficiente tanto de la tripulación en su conjunto como de cada miembro individual para manejar situaciones de emergencia previstas en el manual de vuelo del Tu-154M.
7. No implementación de las recomendaciones previas derivadas de investigaciones de incidentes, dirigidas a prevenir acciones erróneas del ingeniero de vuelo que pudieran llevar al apagado involuntario de las bombas de combustible durante el vuelo.